# ایندیسزیرو
ایندیسزیرو (انگلیسی: indieszero Corporation)، (ژاپنی: 有限会社インディーズゼロ) یک شرکت توسعه دهنده بازی ویدئویی واقع در موساشینو، توکیو، ژاپن است. این شرکت در ۲۱ آوریل ۱۹۹۷، تأسیس شد و بازی‌های ویدئویی را برای سایر شرکت‌های این صنعت از جمله نینتندو، سگا، و اسکوئر انیکس توسعه داده‌است.

## تاریخچه
در سال ۱۹۹۷، در سن ۲۴ سالگی، ماسونوبو سوزویی شرکت را به همراه دو عضو از پروژه کشف فارغ التحصیلان جدید سمینار بازی نینتندو و دنتسو (سلف سمینار فعلی بازی نینتندو) تأسیس کرد. آن‌ها در ابتدا وظیفه توسعه ابزار جانبی Satellaview نینتندو را برای سوپر فامیکام داشتند.
این شرکت بازی‌های زیادی را برای نینتندو دی‌اس مانند الکتروپلانکتون توسعه داد. شبرو! DS Oryōri Navi که توسط نینتندو در ژوئیه ۲۰۰۶ منتشر شد، برنده جایزه بخش سرگرمی دهمین جشنواره هنرهای رسانه‌ای شد. Oshare Majo: Love and Berry از سگا در نوامبر منتشر شد، با یک میلیون نسخه فروخته شده و یک جایزه ویژه در بخش کاری سالانه جایزه بازی ژاپن ۲۰۰۷ را کسب کرد.
در ژوئن ۲۰۱۱، این شرکت DualPenSports را به عنوان اولین بازی نینتندو ۳دی‌اس خود منتشر کرد. سپس با اسکوئر انیکس در Theatrhythm Final Fantasy همکاری کرد که در آن ماسونوبو سوزوی با تهیه‌کننده سابق Bandai, Ikuro Kuroku، دوباره متحد شد. این بازی به آی‌اواس و آرکید منتقل شد و دو دنباله مستقل با عنوان Theatrhythm Final Fantasy: Curtain Call و Theatrhythm Dragon Quest داشت.
این شرکت با Nintendo EAD برای توسعه NES Remix برای نینتندو ۳دی‌اس و وی یو همکاری کرد. در مرحله برنامه‌ریزی، کویچی هایاشیدا، مدیر بخش تولید نینتندو توکیو، که در سمینار بازی نینتندو و دنتسو به عنوان یک شرکت کننده شرکت کرده بود. دانش‌آموز به همراه ماسونوبو سوزویی، که سوزویی نامیده می‌شد را برای همکاری در توسعه بازی فراخواندند. سوزویی یک نمونه اولیه آورد که هایاشیدا بلافاصله آن را تأیید کرد. توسعه موزهٔ لوور راهنمای نینتندو ۳دی‌اس به تازگی تکمیل شده‌است، بنابراین این شرکت توانست به این پروژه متعهد شود. بازی به خوبی مورد بازبینی قرار گرفت و دو دنباله در قالب NES Remix 2 و Ultimate NES Remix توسعه یافتند.
اولین بازی موبایل این کمپانی Grand Marche no Meikyuu است که در سپتامبر ۲۰۱۶ منتشر شد. این بازی با همکاری Square Enix، پس از توسعه Theatrhythm Dragon Quest توسعه یافت. همچنین اسکوئر انیکس بسته شدن سرور بازی را در نوامبر ۲۰۱۷ اعلام کرد.
در طول ارائه نمایشگاه ای۳ نینتندو در سال ۲۰۱۷، این شرکت نشان داد که در حال توسعه Sushi Striker: The Way of Sushido، یک بازی استراتژیک اکشن-نقش‌آفرینی-معمایی برای نینتندو ۳دی‌اس با نینتندو است. این بازی به عنوان اولین بازی نینتندو سوییچ این شرکت منتقل شد، که در همان روز با نسخه ۳دی‌اس منتشر شد و در مارس ۲۰۱۸ در مراسم نینتندو دایرکت معرفی شد.